# Magaluf

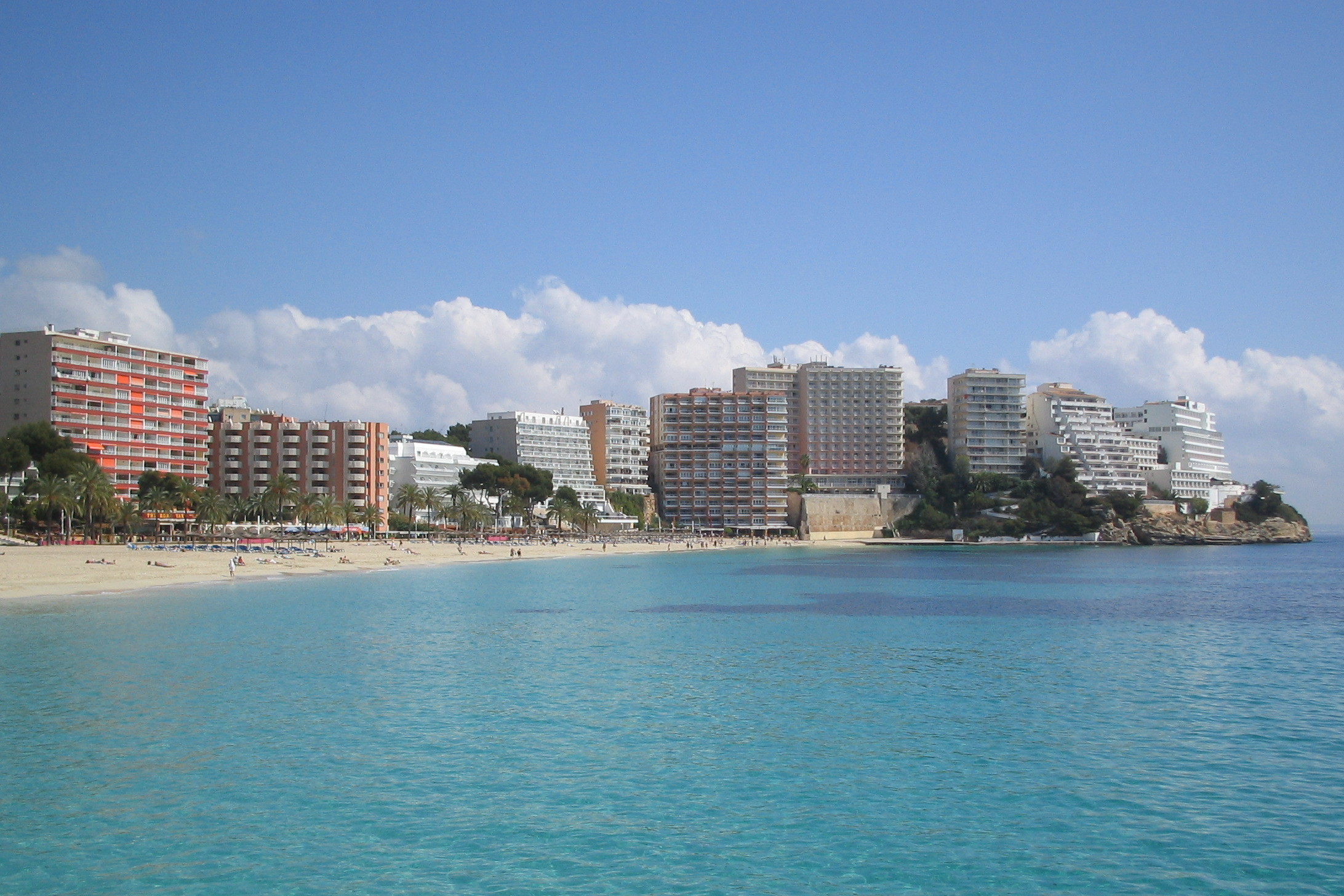
Plage et hôtels de Magaluf

Magaluf est une station balnéaire de l'île de Majorque, aux Baléares administrée par la municipalité de Calvià. Elle est réputée pour les excès qu'y produit le tourisme de masse.

## Géographie

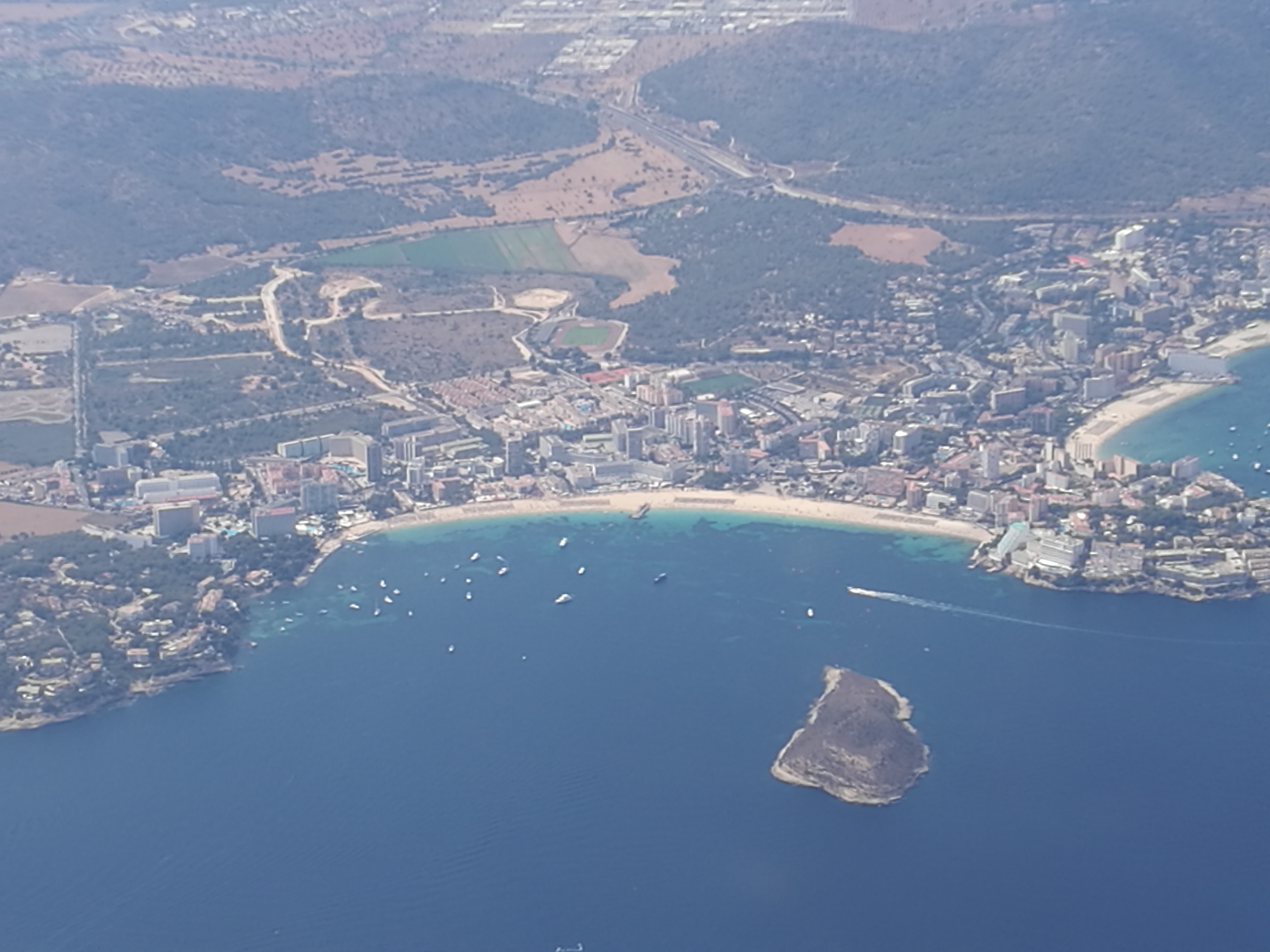
Plage de Palmanova à Magaluf

Magaluf est située à 17 km environ au sud-ouest de Palma, par une liaison directe d'autoroute. Plus de 78 % de sa surface est urbanisée.
La station dispose d'une plage de sable fin de mille six cents mètres de longueur, orientée à l'est, située en face l'îlot Sa Porrassa et bordée d'hôtels.

## Histoire
Le naviforme Alemany atteste d'une présence humaine à Magaluf depuis la Préhistoire.
À Es Salobrar de Sa Porrassa, futur Magaluf, se trouvent des salines.
Historiquement Magalluf, avec deux « l », l'origine du toponyme connaît deux hypothèses : ce dernier proviendrait soit du nom de deux frères de confession juive, soit d'une dénomination arabe, signifiant soit « gens de paroles », soit « eau sale », en référence aux anciennes salines. Le décret Baléares de 1988 relatif aux toponymes fixe sa forme avec un seul « l » : Magaluf.
La tour de guet Torre Nova (ou Torre Sa Porrassa) datée de 1595 et achevée en 1616 présente un témoignage historique d'architecture de défense côtière.
Avec le développement du tourisme, à partir des années 1950, Magaluf passe de l'économie agraire à l'économie touristique. En 1959, le projet urbain de Magaluf s'achève.

## Flore
Magaluf présente une espèce endémique de fleurs de la famille des limonium : les saladinas de Magaluf. Elle prospère dans la zone humide des anciennes salines. Menacée de disparition, celle-ci fait l'objet d'un plan de protection, depuis 2007.

## Administration
Magaluf fait partie de la commune de Calvià qui gère une grande partie de la côte sud-ouest, allant de Peguera, proche d'Andratx à Cas Catala, voisin de Palma.

## Économie
Magaluf tire essentiellement ses ressources du tourisme de masse. 
Sa population permanente recensée était de 4 411 habitants en 2011. Elle offre environ 30 000 places d'hôtels, occupées autour de 90 % aux mois de juillet et d'août.
La destination est très prisée des vacanciers britanniques fortement présents sur l’île qui regroupe de nombreuses boîtes de nuit dont le BCM, cité parmi les meilleures du monde mais fermé à l'été 2017, après l'arrestation de son propriétaire,.
La station de Magaluf pâtit d'une mauvaise réputation en raison des excès, des beuveries et des actes de délinquance fréquents, qui s'y produisent durant les mois d'été. En juillet 2017, le quotidien The Sun la qualifie de « zone de guerre »,. Magaluf nuit à l'image de Majorque. Dans une interview de 2011 le musicien Basshunter, par ailleurs atteint du syndrome Gilles de la Tourette, feint de se tromper en parlant de shagaluf à propos de la ville. 
Depuis 2010, de nouveaux types d'hôtels apparaissent, visant une clientèle plus familiale. Depuis 2017, la loi prohibe les ventes d'alcool dans les boutiques et les expulsions de touristes sont facilitées. En avril 2018, la police interdit les virées alcooliques proposées dans des bateaux spécialement affrétés à cet effet.